# 蒙蒂塞洛 (愛荷華州)
蒙蒂塞洛（英語：Monticello）是一個位於美國愛荷華州瓊斯縣的城市。

## 地理
蒙蒂塞洛的座標為42°14′20″N 91°11′21″W / 42.23889°N 91.18917°W，而該地的平均海拔高度為251米（即823英尺）。

## 人口
根據2010年美國人口普查的數據，蒙蒂塞洛的面積為16.39平方千米，當中陸地面積為16.29平方千米，而水域面積為0.10平方千米。當地共有人口3796人，而人口密度為每平方千米231人。